# Shine a Light (Rolling Stones-album)
Shine a Light is de soundtrack van de gelijknamige concertfilm over The Rolling Stones, geregisseerd door Martin Scorsese. In april 2008 kwam het album als dubbelalbum en als 1-disc album uit.

## Geschiedenis
Shine a Light is het negende officiële livealbum van The Rolling Stones. De opnames van zowel de film als het album werden gemaakt tijdens twee optredens van de band op 29 oktober en 1 november 2006. Het dubbelalbum omvat alle nummers die de band op deze twee avonden speelden, met uitzondering van "Undercover of the Night" en "Honky Tonk Women". Gastoptredens zijn er van Jack White, The White Stripes op "Loving Cup", Christina Aguilera op "Live With Me" en blueslegende Buddy Guy op "Champagne and Reefer", een cover van een nummer van Muddy Waters.
In het Verenigd Koninkrijk kwam het album op de tweede plaats binnen in de albumlijsten. In Nederland piekte het album op een zevende plek.

## Nummers
Alle nummers zijn geschreven door Mick Jagger en Keith Richards, tenzij anders aangegeven.

### Nummers op de dubbele disc-editie
Disc 1
1. Jumpin' Jack Flash – 4:23
2. Shattered – 4:06
3. She Was Hot – 4:44
4. All Down the Line – 4:35
5. Loving Cup – 4:02
  - Met Jack White
6. As Tears Go By (Mick Jagger/Keith Richards/Andrew Loog Oldham) – 3:32
7. Some Girls – 4:19
8. Just My Imagination (Norman Whitfield/Barrett Strong) – 6:39
9. Far Away Eyes – 4:37
10. Champagne & Reefer (Muddy Waters) – 5:58
  - Met Buddy Guy
11. Tumbling Dice – 4:24
12. Bandintroductie – 1:39
13. You Got the Silver – 3:22
14. Connection – 3:31

Disc 2
1. Martin Scorsese Intro – 0:12
2. Sympathy for the Devil – 5:56
3. Live with Me – 3:54
  - met Christina Aguilera
4. Start Me Up – 4:05
5. Brown Sugar – 5:25
6. (I Can't Get No) Satisfaction – 5:37
7. Paint It, Black – 4:28
8. Little T&A – 4:09
9. I'm Free – 3:31
10. Shine a Light – 4:05

### Nummers op de single disc-editie
1. Jumpin' Jack Flash – 4:23
2. Shattered – 4:06
3. She Was Hot – 4:44
4. All Down the Line – 4:35
5. Loving Cup – 4:02
6. As Tears Go By – 3:32
7. Some Girls – 4:19
8. Just My Imagination (Whitfield/Strong) – 6:39
9. Far Away Eyes – 4:37
10. Champagne & Reefer (Waters) – 5:58
11. Bandintroductions – 1:39
12. You Got the Silver – 3:21
13. Connection – 3:31
14. Sympathy for the Devil – 5:56
15. Live With Me – 3:54
16. Start Me Up – 4:05
17. Brown Sugar – 5:25

## Hitlijsten

### VK en VS
| Jaar | Hitlijst                      | Notering |
| ---- | ----------------------------- | -------- |
| 2008 | Official Albums Chart Top 100 | 2        |
| 2008 | Billboard 200                 | 11       |

### Andere landen
| Hitlijst              | Notering |
| --------------------- | -------- |
| Europe Top 100        | 4        |
| Argentinië            | 9        |
| Australië             | 28       |
| Oostenrijk            | 3        |
| België (Flanders)     | 12       |
| Brazilië              | 26       |
| Canada                | 9        |
| Kroatië               | 1        |
| Tsjechische Republiek | 19       |
| Denemarken            | 7        |
| Finland               | 30       |
| Frankrijk             | 27       |
| Duitsland             | 7        |
| Griekenland           | 14       |
| Hongarije             | 19       |
| Ierland               | 10       |
| Italië                | 10       |
| Japan                 | 10       |
| Nederland             | 7        |
| Nieuw-Zeeland         | 18       |
| Noorwegen             | 10       |
| Polen                 | 6        |
| Portugal              | 9        |
| Spanje                | 24       |
| Zweden                | 6        |
| Zwitserland           | 16       |